# Javořinská hornatina
Javořinská hornatina (slovensky Javorinská hornatina) je geomorfologický podcelek Bílých Karpat. Nejvyšší vrch podcelku i celého pohoří je Velká Javořina (970 m n. m.).

## Polohopis
Podcelek zabírá nejvyšší část pohoří, leží v jihozápadní části Bílých Karpat. Na území Slovenska sousedí s podcelky vlastního pohoří, na východě navazují Beštiny, jihovýchodním směrem leží Bošácké bradla a západním směrem pokračují Bílé Karpaty podcelkem Žalostinská vrchovina. Na jihu navazuje Myjavská pahorkatina. Pohořím prochází česko-slovenská státní hranice.

## Ochrana přírody
Velká část území je součástí CHKO Bílé Karpaty, z maloplošných chráněných území zde leží:
- Borotová – přírodní památka
- Záhradská – přírodní rezervace
- Cetuna – přírodní památka
- Baricovie lúky – přírodní památka
- Veľká Javorina – přírodní rezervace[3]